# IFlytek
iFlytek Co., Ltd. (chiń. 科大讯飞股份有限公司) – chińskie przedsiębiorstwo informatyczne zajmujące się technologiami rozpoznawania mowy, przetwarzania języka naturalnego i sztucznej inteligencji. Zostało założone w 1999 roku, a swoją siedzibę ma w Hefei (prowincja Anhui).
W 2010 r. przedsiębiorstwo wypuściło iFlytek Input, narzędzie do przetwarzania mowy na tekst. W 2012 r. zaprezentowano iFlytek Yudian, narzędzie o charakterze wirtualnego asystenta. W 2023 r. przedsiębiorstwo wprowadziło na rynek model językowy Spark.
Przedsiębiorstwo jest także producentem elektroniki, w tym translatorów elektronicznych i e-notatników, wykorzystujących technologię e-papieru.